# Anna-Lisa Lewén-Eliasson
Anna-Lisa Lewén-Eliasson, född 27 november 1912 i Stockholm, död 13 december 2002 i Huddinge församling, var en svensk socialdemokratisk politiker.
Lewén-Eliasson var riksdagsledamot för Stockholms läns valkrets 1953–1956 samt 1957–1979.